# Ain't It Better Like This
«Ain't It Better Like This» es una canción de la cantante Mónica Naranjo producida por Gregg Alexander e incluida en el año 2001 en el álbum Chicas Malas y en 2003 en el álbum Bad Girls de la cantante Mónica Naranjo.
En julio de 2002 "Ain't Better Like This" fue lanzada en España, como el cuarto sencillo comercial del álbum Chicas Malas, siendo esta la única canción del proyecto que no se tradujo, según la propia artista "para no desvirtuar su letra".
Los remixes corrieron a cargo de David Ferrero y Pedro del Moral, Charles Rapino & Esteban Carrera, Dr. Kucho y Wally López.

## Créditos
- Voz principal: Mónica Naranjo
- Compuesta por: Gregg Alexander
- Producida y arreglada por: Gregg Alexander
- Producción y arreglos adicionales por: Paul Meehan
- Producción vocal por: Gregg Alexander
- Programación y teclados por: Gregg Alexander y Paul Meehan
- Coros por: Tracy Ackerman
- Grabada en 2001 por: Avril Mackintosh en Sarm West Studios, Londres (Reino Unido).
- Mezclada por: James Loughrey en Olympic Studios, Londres (Reino Unido).

## Versiones y remixes

### Estudio
- Álbum Versión — 03:54
- Edit Version - 03:52

### Remixes
- Dr. Kucho Weekend Vocal Club Mix — 7:02
- Ferrero & Del Moral Weekend Vocal Mix — 7:25
- Rapino Carrera Club Mix — 4:58
- Wally López Super Weekend Hard Dub — 7:39

## Formatos
| Promo CD-Single (SAMPCS 11801) 1. "Ain't Better Like This" [Album Version] — 3:54 2. "Shake The House" — 3:35 3. "Santa Señal" — 3:34 Remixes Maxi-CD (EPC 672939 2) 1. "Ain't Better Like This" [Ferrero & Del Moral Weekend Vocal Mix] — 7:25 2. "Ain't Better Like This" [Rapino Carrera Club Mix] — 4:58 3. "Ain't Better Like This" [Dr. Kucho Weekend Vocal Club Mix] — 7:02 4. "Ain't Better Like This" (Wally Lopez Super Weekend Hard Dub) — 7:39 5. "Ain't Better Like This" [Album Version] — 3:54 6. "Santa Señal" — 3:36 7. "No Voy A Llorar" [Steelworks Mix Radio Edit] — 3:59 | Vinilo (EPC 672939 6) 1. "Ain't Better Like This" [Ferrero & Del Moral Weekend Vocal Mix] — 7:25 2. "Ain't Better Like This" [Dr. Kucho Weekend Vocal Club Mix] — 7:02 3. "Ain't Better Like This" [Wally López Super Weekend Hard Dub] — 7:39 |

## Trayectoria en las listas
| Posición | 15 | 17 | 13 | 19 | 10 | 17 | 17 |

| Ventas | 3756 | 1305 | 5061 |